# Sumer
Sumer var ett kulturområde i södra Mesopotamien (Irak). Här utvecklades en högkultur från vilken Europa, Afrika och Indien ärvt en rad uppfinningar, till exempel hjulet, tidsindelningen och skriften. Området dominerades från den historiska tidens början omkring år 3200 f.Kr., fram till slutet av den så kallade nysumeriska tiden (det vill säga cirka 2000 f.Kr.), av folkgruppen sumerer. Framträdande mesopotamiska kungar titulerade sig ofta kung av Sumer (södra Mesopotamien) och Akkad (norra Mesopotamien).
Namnet "Sumer" är egentligen en exonym och var det semitiska namn, som akkaderna använde på en i södra Mesopotamien bosatt folkgrupp. Sumer var helt omgivet av semitisktalande samhällen och somliga teorier uppfattar detta som en indikation på att sumererna invandrade från antingen Indusdalen eller genom Eufrat och Tigris kom ned från det armeniska höglandet. Andra håller det för troligare att sumererna invandrade från de tidiga jordbrukskulturer som omgav tvåflodslandet, eller växte fram ur de på slätten etablerade och gryende kulturerna. Språkligt skiljer sig den sumeriska kulturen från sina grannar, men kulturellt delar den sitt uttryck med dem.

## Den västerländska civilisationen tar sin början
Tore Zetterholm inleder sin bok, En bok om Irak – I går hade vi Nebukadnessar, från 1991 med följande ord:
Irak är inte liktydigt med våra dagars nyrika oljestat och krigiska militärdiktatur. Jag tycker att det just nu är angeläget att påminna om vår skuld till folken i tvåflodslandet och om vad de genom årtusenden betytt för Västerlandets och vår egen kultur. Det finns, som jag säger i boken, inte minsta kapell i Lappland som inte hämtat sin yttersta inspiration från Mesopotamien och Abrahams uttåg från Ur i Kaldéen.
Det är inte så många år sedan Västerlandets kultur ansågs ha sin upprinnelse i antikens Grekland och Rom med några tillflöden från Palestina och det gamla Egypten. Den sumerisk-babyloniska kulturens väldiga källsprång kom inte i dagen förrän på 1920-talet. Nu vet vi att det är i landet kring Eufrat och Tigris som vår egen civilisation har sitt viktigaste ursprung. Från det gamla två-flodslandet härstammar inte bara Bibelns myter om paradiset och syndafloden utan också vårt sätt att mäta tiden och räkna med kvadratrötter.
Zetterholm menar att en omvärdering av synen på civilisationens vagga är nödvändig:
1. Att de tre abrahamitiska religionerna, judendom, kristendom och islam alla har sitt ursprung i det som grekerna kom att beskriva som Mesopotamien.
2. Att här skapades den första matematiken, astrologin och vetenskapen.
3. Att här finns skrivkonstens ursprung.

## Historia
Den sumeriska högkulturen föddes ur det krav på organisation och samarbete som konstbevattning och handel krävde. Konsten att bruka jorden växte fram i områdena som omgav Mesopotamien, men det var ansträngningarna att styra Eufrats och Tigris floder och deras ständiga översvämningar, som ledde till att det som ofta har kallats världens första civilisation uppstod.

### Förhistoria
Det fanns flera samhällsbildningar innan det sumeriska riket vuxit fram i och omkring tvåflodslandet, och de tidiga sumeriska samhällsbildningar hämtade och gav influenser från bland annat Samarra- och Halafkulturerna.

### Ubaidperioden
Mellan 5000 och 4000 f.Kr. började den mesopotamiska slätten att befolkas av jordbrukande folk, och många oberoende kulturer smälte samman till ett fåtal. Små stadsbildningar som den i Ubaid, som givit perioden dess namn, växte kraftigt i antal och det var under denna period som handel och personliga relationer mellan individerna i ett samhälle först blev till. Här byggdes de första templen till gudinnan Ninhursags ära.
Keramiken under perioden kännetecknas av geometrisk ornamentik.

### Urukperioden
De första städerna börjar ta form. Antalet invånare kunde uppgå till 10 000.
Under perioden utvecklades det första skriftsystemet, vilket brukar markera övergången till historisk tid. Eftersom templen i städerna användes som lager utvecklades skriften för bokföringens skull. Denna så kallade piktogafiska skrift föregick både de kinesiska och egyptiska skriftspråken. Det var också under denna period som många fortfarande viktiga uppfinningar togs i bruk: hjulet, seglet och plogen.

### Gammalsumerisk tid
Perioden delas ibland upp i Jemdet Nasr-perioden fram till 2900 f.Kr. och den tidigdynastiska perioden (cirka 2900–2300 f.Kr.).
Sumer var en grupp stadsstater som var och en styrdes av ett lokalt prästerskap. Dessa stater stred med varandra om makten över Mesopotamien. Den så kallade sumeriska kungalistan redogör utan större trovärdighet för hur härskare med titlar som en, ensi eller lugal regerade i hundratals år för att sedan förlora makten till någon granne.
Det fanns flera dussin städer med minst 10 000 invånare som arbetade på fälten på dagen och återvände in till städerna på kvällen. Överskott från jordbruket lagrades i templen och "portionerades ut" till den nya sortens stadsbor, individer med särskilda yrkesroller: krukmakare, soldater, köpmän, etc. Förutom den handel som bedrevs med det akkadiska Kish började också handel bedrivas med avlägsna statsbildningar som Ebla i Syrien), Meluhha i Indusdalen, Dilmun i dagens Bahrain) och Magan i dagens Oman.

### Gammalakkadisk tid
Omkring år 2300 f.Kr. erövrades nästan hela Mesopotamien av den akkadiske kungen Sargon. Akkaderna var sumerernas grannar i norr, men till följd av den sumeriska splittringen i flera stater kunde akkaderna erövra området bit för bit. Sargon blev härskare över de förenade kungadömena Sumer och Akkad samt norra Mesopotamien och lyckades förmodligen utsträcka kontrollen ända till Anatolien och till medelhavskusten. Sargon lyckades härska i 56 år, men efter hans död, cirka år 2279 f.Kr. föll imperiet samman.
Naram-Sin av Akkad gör senare ändå större erövringar och har dessutom gudomliga anspråk. Stadsfursten av Lagash, Gudea, som efterlämnat många inskrifter och statyer om och av sig själv regerade i slutet av denna period.

### Nysumerisk tid
Decennierna närmast efter är inte särskilt kända. 2100 f.Kr. kom sumererna åter till makten och en ny storhetstid inleddes i skepnad av den så kallade tredje dynastin av Ur med sin grundare Ur-Nammu. Detta är den sista sumeriska blomstringstiden då det sumeriska riket nådde sin största utbredning. Motsatsställandet av sumerer och akkader är långtifrån oproblematiskt. "Folkgrupperna" beblandades med varandra, och flera av de "sumeriska" kungarna bär akkadiska namn. En ny form av administration gav ett stabilare styre.
Storhetstiden fick ett slut när elamiter från nuvarande Iran och amoriter från nordväst invaderade Sumer. Områdets fortsatta historia skildras i artikeln Babylonien.

## Kultur

### Jordbruk
Jordbruksrevolutionen föder kulturen.
På 6000-talet f.Kr. påbörjades konstbevattningen i Irak och första gången i världen. Det var i norra delen av Tigris floddal strax norr om dagens Bagdad. Den södra delen, mellan Eufrat och Tigris, började befolkas hundra år senare och Ubaidkulturen tog sin början. Landet i söder passade utmärkt till en enda sak – jordbruk – varför det var naturligt att handelsförbindelser etablerades. Det blev snabbt ett rikt land och den sumeriska kulturens start. Landet låg i den så kallade fruktbara halvmånen och var en av de tre flodbäddskulturerna runt Nilen, Eufrat/Tigris och Indus. Huvudsätet var månguden Nannas stad Ur. Staden skövlades och återuppbyggdes med jämna mellanrum. Men i femtonhundra år innehade sumererna en näst intill oinskränkt makt. Utveckling av teknik och beräkningsgrunder för jordbruket ledde till att befolkningen ökade kraftigt omkring 4300 f.Kr..

### Teknik
Det var med plogar i trä som sumererna lyckades mångfaldiga avkastningen som jorden gav. En begränsad mängd odlingsbar mark och ständigt återkommande översvämningar i Mesopotamien tvingade också fram verktyg för att noggrant kunna mäta upp de uppstyckade jordlotterna. Det var inte bara rektangulärt och triangelformade jordlotter utan även ytor i form av oliksidiga polygoner.
På slätten i och kring tvåflodslandet saknades de flesta naturresurser inklusive metall och trä. I princip alla sumeriska konstruktioner bestod sålunda av tegelstenar som staplades på varandra med asfalt och vass emellan. Den sumeriska teknologin kom ändå att förse sin kultur med segel, såg, läder, mejsel, hammare, borr, hyvel, spik, nål, hacka, yxor, knivar, spjut, pilspetsar, svärd, lim, harnesk, båtar, tyglar och stövlar.

#### Skeppsteknik
Sumeriska fartyg fanns i flera utföranden: mindre i läder och större i trä som både roddes och seglades. Till dessa användes beck för att täta borden. En tidig variant av sumeriska båtar var byggda av vass, Berdivass. Dessa kunde vara upp till 20 meter långa, och användes till att frakta gods långa sträckor, troligen både från Indusdalen och från nuvarande Bahrain.

#### Militär teknik

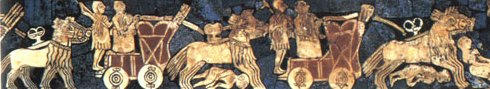
"Standard of Ur", cirka 2600 f.Kr.

De sumeriska städerna omgärdades i regel av stadsmurar i tegel. De sumeriska härskarna försökte ständigt ockupera angränsande städer och lyckades allt som ofta bända loss tegelstenar i murarna så pass att de kunde besegra sina grannar.
De sumeriska arméerna bestod framför allt av infanteri som försågs med stridsyxor, dolkar, spjut, slungor, hjälmar av koppar, mantlar och kiltar i läder.
Sumererna uppfann också stridsvagnen som de kopplade till onager (en sorts halvåsna). De sumeriska stridsvagnarna hade fyra hjul av massivt trä och kunde dras av upp till fyra onager. Det är omdiskuterat huruvida dessa fordon kan ha varit funktionella i strid eller bara användes som transportmedel. Deras besättningar bar stridsyxor och spjut.

#### Medicinsk teknik
Laxermedel och urindrivande substanser utgjorde den stora beståndsdelen i den sumeriska medicinen.
Sumererna framställde salpeter från urin, kalk, aska och salt. De kombinerade detta med mjölk ormskinn, cassia, myrten, timjan, sälg, fikon, päron, gran och dadel. Dessa ingredienser blandades med vin och användes som salva eller med öl och konsumerades oralt.
Det sumererna kallade medicin skulle vi idag kalla exorcism. De menade att den sjuka kroppen var besatt av en demon, som försökte äta sig ut ur kroppen. Deras mediciner syftade till att förmå demonen att överge kroppen och istället inta en annan. För att uppnå målet kunde ett lamm eller en staty placeras intill kroppen. Om och när demonen "hoppat över" till lammet slaktades det. Statyn täcktes med bitumen som till exempel asfalt.
Den tekniska utvecklingen kom att lägga en första grund för vetenskapen.

### Matematik med tillämpningar
Jordbrukets krav födde geometrin och matematiken. Jordlotterna bröts vid beräkningar ned till rektanglar och trianglar, som summerades ihop, så man fick den totala ytan. Det finns en gammal babylonisk lertavla, där ett fält delats upp i 4 rektanglar, 3 trapetsoider och 7 rätvinkliga trianglar och sedan summerats till en total area.
Även tredimensionella saker som flöden i bevattningskanaler och deras murverk räknades snabbt ut. Då fick man fram hur mycket material som blivit bortforslat och vilket flöde som skulle erhållas eller hur många stenar som behövdes för att bygga en mur. Man räknade även ut hur många arbetare som behövdes, och för hur länge, för att genomföra ett visst projekt. Avkastningen från fälten behövde planeras och de stora mängderna boskap och fisk. Även in- och utbetalningar och alla lönerna till de ibland tusentals arbetarna.
Vid beräkningar vid Ebla i Syrien och i Assyrien använde man sig av ett räknesystem baserat på tio, medan sumererna och babylonierna använde ett system baserat på 60. Talen däremellan utgjordes av bråk som 1/60 och så vidare. Mellantalen hade förutom egna namn även egna symboler. Allt kunde sedan kombineras ihop på allehanda sätt.
På kilskriftstavlor efter år 2200 f.Kr. kunde inte nedskrivna tal och siffertecknen tillåtas överskrida den normala radhöjden. Höjdskillnaden mellan till exempel 1 och 60 skrivet i bråkform, 1 på ett horisontellt streck ovanpå 60, försvann alltså. Detta tvingade fram positionering av tecknen – (i vårt positionssystem blir 1 lika med 10 om ettan flyttas åt vänster och så vidare). Eftersom man hade 60 som bas, fick man till exempel vid divisioner med 3 ett exaktare värde än med vårt decimala system.
På lertavlor skrivna med kilskrift runt 2000 f.Kr. finns tabeller med kvadraten (n•n) på alla tal upp till 59 och kuben (n•n•n) på alla tal upp till 32. Sumererna använde ett positionsbaserat talsystem med talbasen 60 och det lever kvar i våra 60 minuters timmar och 360 graders cirklar. Även pythagoreiska taltripplar, det vill säga heltal a, b och c så att a² + b² = c², finns på lertavlor 1000 år före Pythagoras.
Sumererna utvecklade även ett invecklat system för väderförutsägelser omkring 4000 f.Kr. Denna meteorologi gjorde framsteg till följd av att man kom på räkning, geometri och algebra.

### Astronomi och astrologi
Astrologi för spådomar var en högt ansedd sysselsättning i Mesopotamien och det finns tidiga referenser till namn på stjärnor, stjärnbilder och enstaka förmörkelser. Så har till exempel dagens namn på Oxen (Taurus), Lejonet (Leo) och Skorpionen (Scorpio) sina rötter från sumererna. Standardarbetet i ämnet, skrivet för astrologiska ändamål och senare översatt till grekiska av Berossos, tros stamma från Sargon av Akkads tid. Så vitt man i dag känner till var det likväl babylonierna som började med regelbundna observationer av månen och planeterna och det finns anekdotiska belägg för att sumererna kan ha nyttjat en slags räknesticka för astronomiska beräkningar.

### Religion
Myter och tro utvecklas 
Den amerikanske assyriologen Thorkild Jacobsen har på ett belysande sätt delat in utvecklingen av gudarna i tre faser:
1. 3000-talet f.Kr., gudarna var naturmakterna. Månguden Nanna var månen och sonen Utu var solen bland många andra. De straffade människorna med missväxt och översvämningar och annat.
2. 2000-talet f.Kr., gudarna fick mänskliga drag och började avbildas som människor, men hade makten över naturmakterna. De härskade fortfarande över himmel och jord och underjord och var alltjämt oåtkomliga, fruktade och nyckfulla.
3. 1000-talet f.Kr., gudarna fick rollen av föräldrar som hade personlig omsorg om var och en och förlät ångrande syndare.

Nanna var sumerernas mångud i manlig skepnad. Den sumeriska månguden Nanna som kallades Ödets Herre var Enlills och Ninlils förstfödde son. Enlill utgör tillsammans med An och Enki den första Mesopotamiska gudatriaden. An var överguden och har fått stå modell för senare religioners gud. Han är Jahve, Gud och Allah allt i en och samma skepnad. Enlill var luftens gud och staden Nippurs skyddsgud och straffade mänskligheten med katastrofer. Enki var sötvattnets gud och beskyddare av hantverk och magi. Enki fick tillsammans med Ningikuga en dotter Ningal vassgudinnan.
Nanna tog Ningal till hustru och de fick barnen Inanna, Utu-Shamash och Ishkur. Utu var i sin tur solguden och vakade över rättvisa och ordning. Inanna, morgonstjärnas gudinna, vakade över krig och kärlek. Nanna var mästare över kalendern och bestämde över årstiderna, han var gud över växtligheten och fruktbarheten. Hans huvudtempel låg i Ur och tillsammans med Shamash och Hadad utgör han den andra Mesopotamiska gudatriaden. Andra namn på Nanna är Simbabba, Nama, Nannar, Zuen och Suen beroende på språk. Ningal anses utgöra urtypen för kvinnan och kvinnligheten.
Varje stadsstat hade sin egen skyddsgud som ibland var identisk med härskaren. Många av de religioner som följde på den sumeriska ärvde drag och gestalter från den sumeriska gudaskaran och mytologiska berättelser från sumerisk tid återfinns i till exempel den grekiska mytologin.

### Språk, skrift och litteratur
Sumeriska var ett språk som helt skiljde sig från grannarnas språk. De första texterna är daterade till omkring 3200 f.Kr.. Efter 2000 f.Kr. dog sumeriskan ut som talat språk, men fortsatte att utgöra det litterära språket i hela Mesopotamien i ett par tusen år.
Kilskrift är det äldsta kända mänskliga skriftsystemet. Det användes av sumererna i Mesopotamien cirka mellan år 3400 f.Kr. till cirka 75 e.Kr. Från samma område finns dock en form av bildskrift som är 600 år äldre än detta. Tekniken bakom kilskrift är att man i våta lertavlor trycker ner en kilformad spets och på så sätt bildar olika mönster. Kilskriften blev logografisk ungefär 3100 f.Kr., vilket innebar att en begränsad uppsättning av symboler, ett 1200-tal, kunde kombineras så att de motsvarade alla de viktigaste orden.
Skrivspråket bidrog även till att matematiken utvecklades.

### Konst och arkitektur
Konstruktivt bestod den sumeriska arkitekturen framför allt av staplat, soltorkat tegel, men även strävpelare, nischer, halvkolonner och murförband förekom. De flesta byggnader som återfunnits har varit tempel som bestod av ett dominerande mittskepp med sidoskepp flankerade av rum avsedda för prästerna. Från cirka 2100 f.Kr. började sådana tempel placeras på upphöjda plattformar, Ziqqurater. De profana byggnader som har kunnat beläggas är de spannmålsmagasin som ofta låg i anslutning till templen samt några palats.
Man har däremot funnit många stelar och votivskulpturer i sten (alabaster, kalksten och diorit) med inslag av musselskal och halvädelstenar (lapis lazuli). Även smycken i elfenben, guld, silver och blyglans har påträffats.

## Sumerernas högkultur bryts ned och Ur läggs i ruiner
År 2003 f.Kr. krossade elamiterna sumerernas rike och Ur, mångudens stad, jämnades likt Karthago med marken och en klagosång berättar:

O, fader Nanna, din stad ligger i ruiner...

Dess folk har strötts ut som krukskärvor.

Dess murar är rivna, klagan och jämmer hörs.

På de höga portarna där de brukade promenera

ligger nu bara döda kroppar.

På gatorna där de firade sina fester

ligger högar av lik.

Ur - både svaga och starka förgicks av svält.

Mödrar och fäder brändes inne i husen.

Barnen slängdes i vattnet

och spolades bort som fiskar.

Hustrun är övergiven och barnet är övergivet,

alla ägodelar har stulits.

O Nanna, Ur är förstört

och dess folk är skingrat.
Det sumeriska språket ersattes av akkadiskan som det dagliga språket. Sumeriskan fick därefter en mer tillbakadragen roll, ungefär som latinet idag. Det användes en tid som litterärt och religiöst språk. Kilskriftstavlorna på sumeriska översattes till en viss del till akkadiska, speciellt då de litterära verken.